# Ешли (Пенсилванија)
Ешли (енгл. Ashley) град је у америчкој савезној држави Пенсилванија.

## Демографија
По попису из 2010. године број становника је 2.790, што је 76 (-2,7%) становника мање него 2000. године.
| Група             | 2000.         | 2010.         |
| Белци             | 2.815 (98,2%) | 2.620 (93,9%) |
| Афроамериканци    | 11 (0,4%)     | 59 (2,1%)     |
| Азијати           | 7 (0,2%)      | 8 (0,3%)      |
| Хиспаноамериканци | 12 (0,4%)     | 67 (2,4%)     |
| Укупно            | 2.866         | 2.790         |